# Prémios Sophia de 2014
A 3.ª Edição dos Prémios Sophia ocorreu a 8 de outubro de 2014, no Centro Cultural de Belém, em Lisboa. Os nomeados foram revelados no dia 9 de setembro de 2014.

## Vencedores e nomeados
NotaOs vencedores estão destacados a negrito.
| Melhor filme | Melhor realizador |
| --- | --- |
| - A Última Vez que Vi Macau - Até Amanhã Camaradas - Comboio Noturno para Lisboa - É o Amor - Quarta Divisão | - Joaquim Leitão — Até Amanhã Camaradas - Joaquim Leitão — Quarta Divisão - João Canijo — É o Amor - João Pedro Rodrigues e João Rui Guerra da Mata — A Última Vez que Vi Macau |
| Melhor ator principal | Melhor atriz principal |
| - Pedro Hestnes — Em Segunda Mão - Cândido Ferreira — Até Amanhã Camaradas - Gonçalo Waddington — Até Amanhã Camaradas - João Lagarto — Bairro                                                                                      | - Rita Durão — Em Segunda Mão - Carla Chambel — Quarta Divisão - Leonor Seixas — Até Amanhã Camaradas - Maria João Bastos — Bairro |
| Melhor ator secundário | Melhor atriz secundária |
| - Adriano Luz — Até Amanhã Camaradas - Adriano Carvalho — Até Amanhã Camaradas - Adriano Luz — Comboio Noturno para Lisboa - Afonso Pimentel — Bairro - Carloto Cotta — Bairro - Marco D'Almeida — Comboio Noturno para Lisboa      | - Beatriz Batarda — Comboio Noturno para Lisboa - Carla Chambel — Até Amanhã Camaradas - Joana de Verona — Em Segunda Mão - Julie Sergeant — Bairro |
| Melhor argumento original | Melhor direção de fotografia |
| - João Pedro Rodrigues e João Rui Guerra da Mata — A Última Vez que Vi Macau - António Pedro Figueiredo e Catarina Ruivo — Em Segunda Mão - Leonardo António — O Frágil Som do Meu Motor - João Canijo e Anabela Moreira — É o Amor | - Rui Poças — A Última Vez que Vi Macau - Carlos Lopes — Quarta Divisão - José António Loureiro — Até Amanhã Camaradas - Mário Castanheira e Tiago Carvalho — É o Amor |
| Melhor direção de arte | Melhor som |
| - Augusto Mayer — Comboio Noturno para Lisboa - Isabel Branco e Paula Szabo — Em Segunda Mão - João Martins — Até Amanhã Camaradas - João Rui Guerra da Mata — A Última Vez que Vi Macau                                            | - Carlos Alberto Lopes e Branco Neskov — Até Amanhã Camaradas - Carlos Alberto Lopes, Branko Neskov, Elsa Ferreira e Pedro Melo — Quarta Divisão - Pedro Vieira, Pedro Melo, Filipe Sambado, Ricardo Leal, Amélia Sarmento, Luís Bicudo, Paulo Abelho e João Eleutério — O Frágil Som do Meu Motor - Vasco Pedroso e Branko Neskov — RPG |
| Melhor guarda-roupa | Melhor caracterização |
| - Maria Gonzaga e Maria Amaral — Até Amanhã Camaradas - Ana Simão — Em Segunda Mão - Sílvia Grabovwsky — 7 Pecados Rurais - Teresa Alves — Bairro                                                                                   | - Sano de Perpessac — Comboio Noturno para Lisboa - Abigail Machado — República di Mininus - Rute Alves — RPG - Cláudia Ferreira, João Rapaz, Sara Menitra e Helena Baptista — O Frágil Som do Meu Motor - Magali Santana — 7 Pecados Rurais - Sano de Perpessac — Em Segunda Mão - Susana Correia e Ana Ferreira — Até Amanhã Camaradas |
| Melhor música | Melhor montagem |
| - Rodrigo Leão — O Frágil Som do Meu Motor - João Marco — Além de Ti - As Mercenárias, Mentis Afro (Boss) e Primeiro G — Um Fim do Mundo - Luís Cília — Até Amanhã Camaradas                                                        | - João Braz — É o Amor - Pedro Ribeiro — Até Amanhã Camaradas - Pedro Ribeiro — Quarta Divisão - Miguel Costa, Gonçalo Frederico e Paulo Pinto — Bairro - João Pedro Rodrigues e João Rui Guerra da Mata — A Última Vez que Vi Macau |
| Melhor documentário | Melhor curta-metragem de ficção |
| - A Batalha de Tabatô — João Viana - Ophiussa - Uma Cidade de Fernando Pessoa — Fernando Carrilho - Terra de Ninguém — Salomé Lamas                                                                                                 | - Luminita — André Marques - Longe do Éden — Carlos Amaral - Lápis Azul — Rafael Antunes - Gambozinos – João Nicolau |
| Melhor curta-metragem documental | Melhor curta-metragem de animação |
| - Lápis Azul — Rafael Antunes - Almas Censuradas — Bruno Ganhão - A Máquina — Mafalda Marques - Casa Manuel Vieira — Júlio Alves - Fontelonga — Luís Costa                                                                          | - Alda — Luís Catalo, Ana Cardoso, Filipe Fonseca e Liliana Sobreiro - Carratrope — Paulo D'Alva - Outro Homem Qualquer — Luís Soares - Ptomolus – Josemaria RRA - Brincar – Coletivo Fotograma 24 e Coletivo de Crianças, Jovens e Idosos de Guimarães                                                                                  |

### Prémios de carreira
- José Fonseca e Costa (realizador)
- Eduardo Serra (diretor de fotografia)
- Henrique Espírito Santo (produtor)

## Nomeações e prémios múltiplos
| Nomeações | Filmes                      |
| --------- | --------------------------- |
| 15        | Até Amanhã Camaradas        |
| 7         | Bairro                      |
| 7         | Em Segunda Mão              |
| 6         | Comboio Noturno para Lisboa |
| 6         | Quarta Divisão              |
| 6         | A Última Vez que Vi Macau   |
| 5         | É o Amor                    |
| 4         | O Frágil Som do Meu Motor   |
| 2         | 7 Pecados Rurais            |
| 2         | RPG                         |

| Prémios | Filmes                      |
| ------- | --------------------------- |
| 4       | Até Amanhã Camaradas        |
| 3       | Comboio Noturno para Lisboa |
| 3       | A Última Vez que Vi Macau   |
| 2       | Em Segunda Mão              |